# Садзажевиці
Садзажевиці (пол. Sadzarzewice) — село в Польщі, у гміні Ґубін Кросненського повіту Любуського воєводства.
Населення — 100 осіб (2011).
У 1975-1998 роках село належало до Зеленогурського воєводства.

## Демографія
Демографічна структура станом на 31 березня 2011 року:
|          | Загалом | Допрацездатний вік | Працездатний вік | Постпрацездатний вік |
| -------- | ------- | ------------------ | ---------------- | -------------------- |
| Чоловіки | 48      | 9                  | 35               | 4                    |
| Жінки    | 52      | 8                  | 38               | 6                    |
| Разом    | 100     | 17                 | 73               | 10                   |